# Plachy-Buyon
Plachy-Buyon est une commune française située dans le département de la Somme, en région Hauts-de-France.

## Géographie

### Localisation
Plachy-Buyon est un village picard de l'Amiénois.
À vol d'oiseau, la localité est située à 10 km au sud-ouest d'Amiens, 10 km au nord-est de Conty et à 43 km au nord-est de Beauvais.
Le territoire de la commune est limitrophe de ceux de six communes.
Les communes limitrophes sont Bacouel-sur-Selle, Hébécourt, Nampty, Prouzel, Saint-Sauflieu et Vers-sur-Selle.

### Hydrographie

#### Réseau hydrographique
La commune est située dans le bassin Artois-Picardie. Elle est drainée par la Selle ou Somme.
La Selle, d'une longueur de 39 km, prend sa source dans la commune de Catheux et se jette  dans la Somme canalisée à Amiens, après avoir traversé 16 communes. Les caractéristiques hydrologiques de la Selle sont données par la station hydrologique située sur la commune. Le débit moyen mensuel est de 3,96 m3/s. Le débit moyen journalier maximum est de 10,5 m3/s, atteint lors de la crue du 7 avril 2001. Le débit instantané maximal est quant à lui de 10,7 m3/s, atteint le même jour.

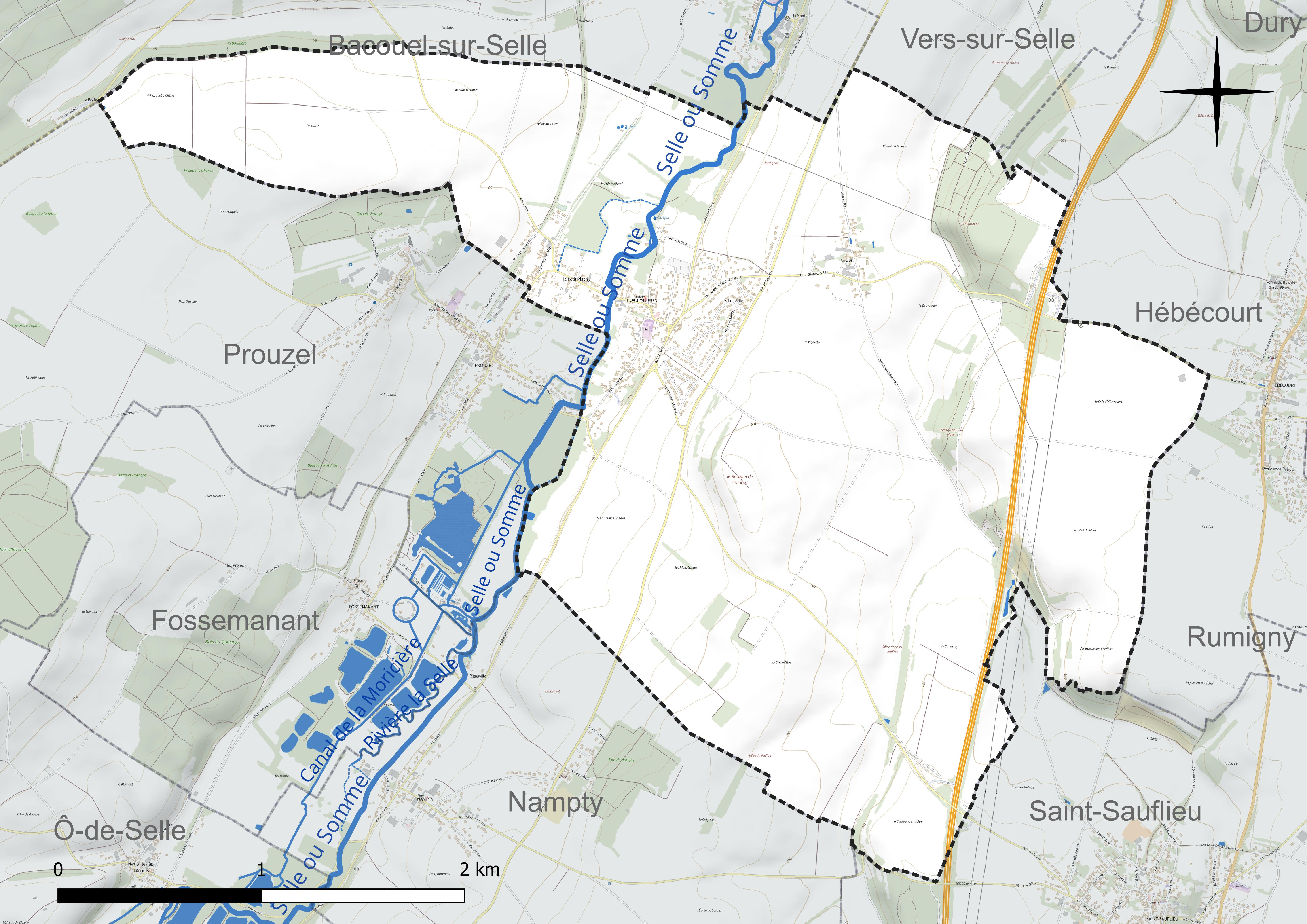
Réseau hydrographique de Plachy-Buyon.

#### Gestion et qualité des eaux
Le territoire communal est couvert par le schéma d'aménagement et de gestion des eaux (SAGE) « Somme aval et Cours d'eau côtiers ». Ce document de planification concerne un territoire de 1 835 km2 de superficie, délimité par le bassin versant de la Somme canalisée. Le périmètre a été arrêté le 29 avril 2010 et le SAGE proprement dit a été approuvé le 6 août 2019. La structure porteuse de l'élaboration et de la mise en œuvre est le syndicat mixte d'aménagement hydraulique du bassin versant de la Somme (AMEVA).
La qualité des cours d'eau peut être consultée sur un site dédié géré par les agences de l'eau et l'Agence française pour la biodiversité.

### Climat
Pour des articles plus généraux, voir Climat des Hauts-de-France et Climat de la Somme.
En 2010, le climat de la commune est de type climat océanique dégradé des plaines du Centre et du Nord, selon une étude du CNRS s'appuyant sur une série de données couvrant la période 1971-2000. En 2020, Météo-France publie une typologie des climats de la France métropolitaine dans laquelle la commune est exposée à un climat océanique et est dans la région climatique Nord-est du bassin Parisien, caractérisée par un ensoleillement médiocre, une pluviométrie moyenne régulièrement répartie au cours de l'année et un hiver froid (3 °C).
Pour la période 1971-2000, la température annuelle moyenne est de 10,6 °C, avec une amplitude thermique annuelle de 13,9 °C. Le cumul annuel moyen de précipitations est de 661 mm, avec 11,3 jours de précipitations en janvier et 8,2 jours en juillet. Pour la période 1991-2020, la température moyenne annuelle observée sur la station météorologique la plus proche, située sur la commune de Glisy à 15 km à vol d'oiseau, est de 11,1 °C et le cumul annuel moyen de précipitations est de 646,6 mm,. Pour l'avenir, les paramètres climatiques de la commune estimés pour 2050 selon différents scénarios d'émission de gaz à effet de serre sont consultables sur un site dédié publié par Météo-France en novembre 2022.

## Urbanisme

### Typologie
Au 1er janvier 2024, Plachy-Buyon est catégorisée bourg rural, selon la nouvelle grille communale de densité à sept niveaux définie par l'Insee en 2022.
Elle est située hors unité urbaine. Par ailleurs la commune fait partie de l'aire d'attraction d'Amiens, dont elle est une commune de la couronne,. Cette aire, qui regroupe 369 communes, est catégorisée dans les aires de 200 000 à moins de 700 000 habitants,.

### Occupation des sols
L'occupation des sols de la commune, telle qu'elle ressort de la base de données européenne d'occupation biophysique des sols Corine Land Cover (CLC), est marquée par l'importance des territoires agricoles (91,3 % en 2018), en augmentation par rapport à 1990 (83,8 %). La répartition détaillée en 2018 est la suivante : 
terres arables (85,4 %), zones urbanisées (5,7 %), zones agricoles hétérogènes (3,6 %), forêts (3 %), prairies (2,3 %). L'évolution de l'occupation des sols de la commune et de ses infrastructures peut être observée sur les différentes représentations cartographiques du territoire : la carte de Cassini (XVIIIe siècle), la carte d'état-major (1820-1866) et les cartes ou photos aériennes de l'IGN pour la période actuelle (1950 à aujourd'hui).

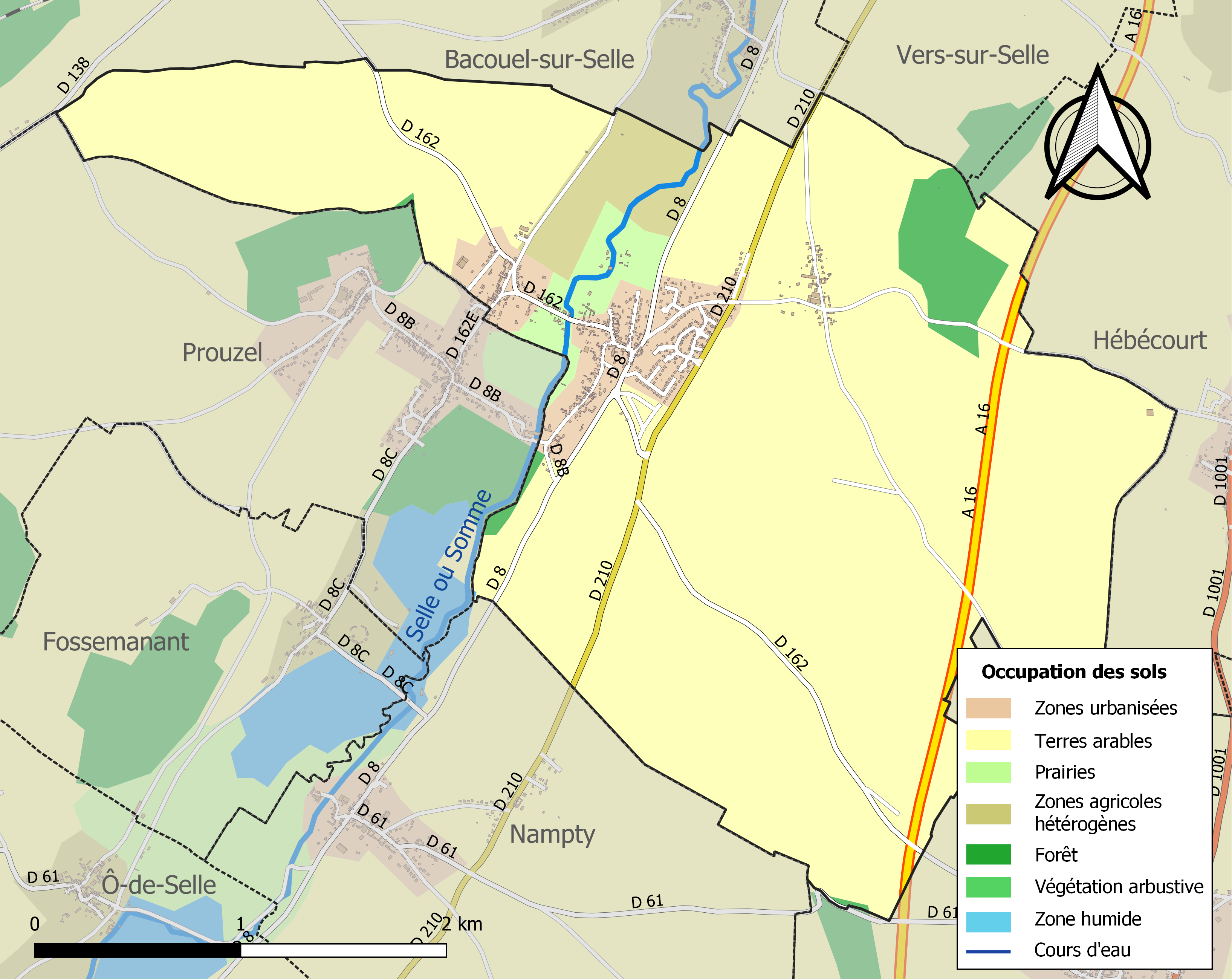
Carte des infrastructures et de l'occupation des sols de la commune en 2018 (CLC).

### Lieux-dits, hameaux et écarts
La commune comprend un hameau, Buyon, situé sur le flanc du plateau qui surplombe à l'est la Selle.

### Voies de communication et transports
Il est facilement accessible par l'autoroute A16 (sortie  18), et se trouve sur la route de la vallée de la Selle, la RD 8. Il a été desservi par la gare de Prouzel, sur l'ancienne ligne Beauvais - Amiens de 1874 à 1939.
En 2019, la localité est desservie par la ligne d'autocars no 29 (Crévecœur-le-Grand - Conty - Amiens)  du réseau interurbain Trans'80 Hauts-de-France, dont le tracé reprend celui de l'ancienne ligne de chemin de fer.

## Toponymie
Le nom de la localité est attesté sous les formes Placeyum (1066) ; Placi (1093) ; Plachi (1229) ; Plachy (1229) ; Playsy (1579) ; Placy (1507-1535) ; Plaschy (1648) ; Planchy (1638) ; Plachi (1733) ; Blachy (1710) ; Plachy et Buyon (1801) ; Plachy-Buyon (1850).
Buyon, ancien hameau, est attesté sous les formes Buyon (1638) ; Buion (1750) ; Bion (1757).

## Histoire
Trois occupations préhistoriques ont été découvertes lors de fouilles préalables à la construction de l'autoroute A16. Il s'agit d'une occupation de l'Acheuléen (−350 000 ans à −270 000 ans) et deux du Paléolithique moyen.
Deux villas gallo-romaines ont été identifiées dans la commune[réf. nécessaire].
La seigneurie appartenait au chapitre  de la cathédrale d'Amiens.
La paroisse a été détachée sous l'Ancien Régime de celle de Bacouel. Elle dépendait alors de la prévôté de Beauvaisis à Amiens, du bailliage d'Amiens, de l'élection d'Amiens, de l'intendance de Picardie et du grenier à sel d'Amiens
De nombreux moulins étaient exploités sur la Selle. Le site de l'ancienne papeterie, située à cheval sur Plachy-Buyon et Prouzel, connu dès le XIIIe siècle, a été occupé par des moulins à huile et à foulon au XVIIe siècle, puis à papier en 1794, transformé entre 1838 et 1844 par Obry et Tavernier en usine de papeterie,.

## Politique et administration

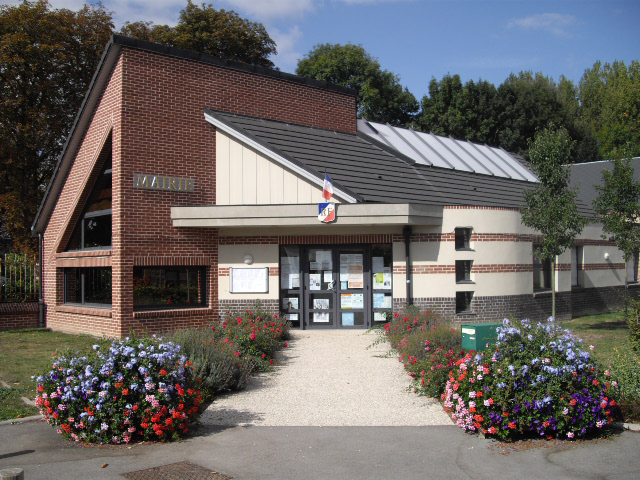
La mairie.

### Rattachements administratifs et électoraux
La commune se trouve dans l'arrondissement d'Amiens du département de la Somme. Pour l'élection des députés, elle fait partie depuis 2012 de la quatrième circonscription de la Somme.
Elle faisait partie depuis 1801 du canton de Conty. Dans le cadre du redécoupage cantonal de 2014 en France, la commune est intégrée au canton d'Ailly-sur-Noye.

### Intercommunalité
La commune était membre de la communauté de communes du canton de Conty, créée par un arrêté préfectoral du 23 décembre 1996, et qui s'est substituée aux syndicats préexistants tels que le SIVOM et le SIVU de la coulée verte. Cette intercommunalité est renommée Communauté de communes du Contynois en 2015, à la suite de la disparition du canton.
Dans le cadre des dispositions de la loi portant nouvelle organisation territoriale de la République du 7 août 2015, qui prévoit que les établissements publics de coopération intercommunale (EPCI) à fiscalité propre doivent avoir un minimum de 15 000 habitants, la préfète de la Somme propose en octobre 2015 un projet de nouveau schéma départemental de coopération intercommunale (SDCI) qui prévoit la réduction de 28 à 16 du nombre des intercommunalités à fiscalité propre du département.
Ce projet prévoit la « fusion des communautés de communes du Sud-Ouest Amiénois, du Contynois et de la région d'Oisemont », le nouvel ensemble de 37 412 habitants regroupant 120 communes,. À la suite de l'avis favorable de la commission départementale de coopération intercommunale en janvier 2016, la préfecture sollicite l'avis formel des conseils municipaux et communautaires concernés en vue de la mise en œuvre de la fusion.
La Communauté de communes Somme Sud-Ouest, dont est désormais membre la commune, est ainsi créée au 1er janvier 2017.

### Liste des maires
| Période                                  | Période                       | Identité                 | Étiquette    | Qualité                                                     |
| ---------------------------------------- | ----------------------------- | ------------------------ | ------------ | ----------------------------------------------------------- |
| Les données manquantes sont à compléter. |                               |                          |              |                                                             |
|                                          | 1898                          | Pierre Bolesdant         |              | Cultivateur Décédé en fonction                              |
| Les données manquantes sont à compléter. |                               |                          |              |                                                             |
| 1945                                     | 1947                          | Max Modeste              | PRL puis RPF | Négociant en grains Conseiller général de Conty (1945-1955) |
|                                          | 1983                          | Antoinette Wallet-Fouque |              |                                                             |
| mars 1983                                | 19 mai 2013                   | Anny Flintham-Wallet     |              | Galeriste Décédée en fonction                               |
| 29 juin 2013                             | mai 2020                      | Lionel Normand           |              | Colonel de gendarmerie en retraite                          |
| mai 2020                                 | En cours (au 10 juillet 2020) | Jean-Luc Huyon           |              | Vice-président de la CC Somme Sud-Ouest (2020 → )           |

## Démographie
L'évolution du nombre d'habitants est connue à travers les recensements de la population effectués dans la commune depuis 1793. Pour les communes de moins de 10 000 habitants, une enquête de recensement portant sur toute la population est réalisée tous les cinq ans, les populations de référence des années intermédiaires étant quant à elles estimées par interpolation ou extrapolation. Pour la commune, le premier recensement exhaustif entrant dans le cadre du nouveau dispositif a été réalisé en 2004.

En 2022, la commune comptait 863 habitants, en évolution de −4,43 % par rapport à 2016 (Somme : −1,26 %, France hors Mayotte : +2,11 %).
| 1793 | 1800 | 1806 | 1821 | 1831 | 1836 | 1841 | 1846 | 1851 |
| ---- | ---- | ---- | ---- | ---- | ---- | ---- | ---- | ---- |
| 425  | 402  | 396  | 457  | 469  | 436  | 449  | 439  | 436  |

| 1856 | 1861 | 1866 | 1872 | 1876 | 1881 | 1886 | 1891 | 1896 |
| ---- | ---- | ---- | ---- | ---- | ---- | ---- | ---- | ---- |
| 437  | 427  | 424  | 439  | 426  | 404  | 381  | 368  | 381  |

| 1901 | 1906 | 1911 | 1921 | 1926 | 1931 | 1936 | 1946 | 1954 |
| ---- | ---- | ---- | ---- | ---- | ---- | ---- | ---- | ---- |
| 341  | 332  | 380  | 339  | 343  | 336  | 327  | 315  | 330  |

| 1962 | 1968 | 1975 | 1982 | 1990 | 1999 | 2004 | 2006 | 2009 |
| ---- | ---- | ---- | ---- | ---- | ---- | ---- | ---- | ---- |
| 298  | 340  | 462  | 767  | 799  | 929  | 895  | 895  | 891  |

| 2014 | 2019 | 2022 | - | - | - | - | - | - |
| ---- | ---- | ---- | - | - | - | - | - | - |
| 890  | 829  | 863  | - | - | - | - | - | - |

## Culture locale et patrimoine

### Lieux et monuments
- La nouvelle mairie, bâtiment inauguré le 14 octobre 2006.
- L'ancienne papeterie Obry et Cie date de 1838-1844, bâtie sur l'emplacement d'un ancien site hydraulique exploité dès le XIIIe siècle. Elle comprend une conciergerie, la cour d'usine et le logement patronal, l'atelier de fabrication, une cheminée d'usine[24]...
- Site protégé, dit de « la vallée sèche », partie encaissée au pied d'une éminence boisée.
- L'église Saint-Martin date de 1862[43]. Elle contient un groupe sculpté : La Charité de saint Martin, en bois polychrome du XVIe siècle[44].

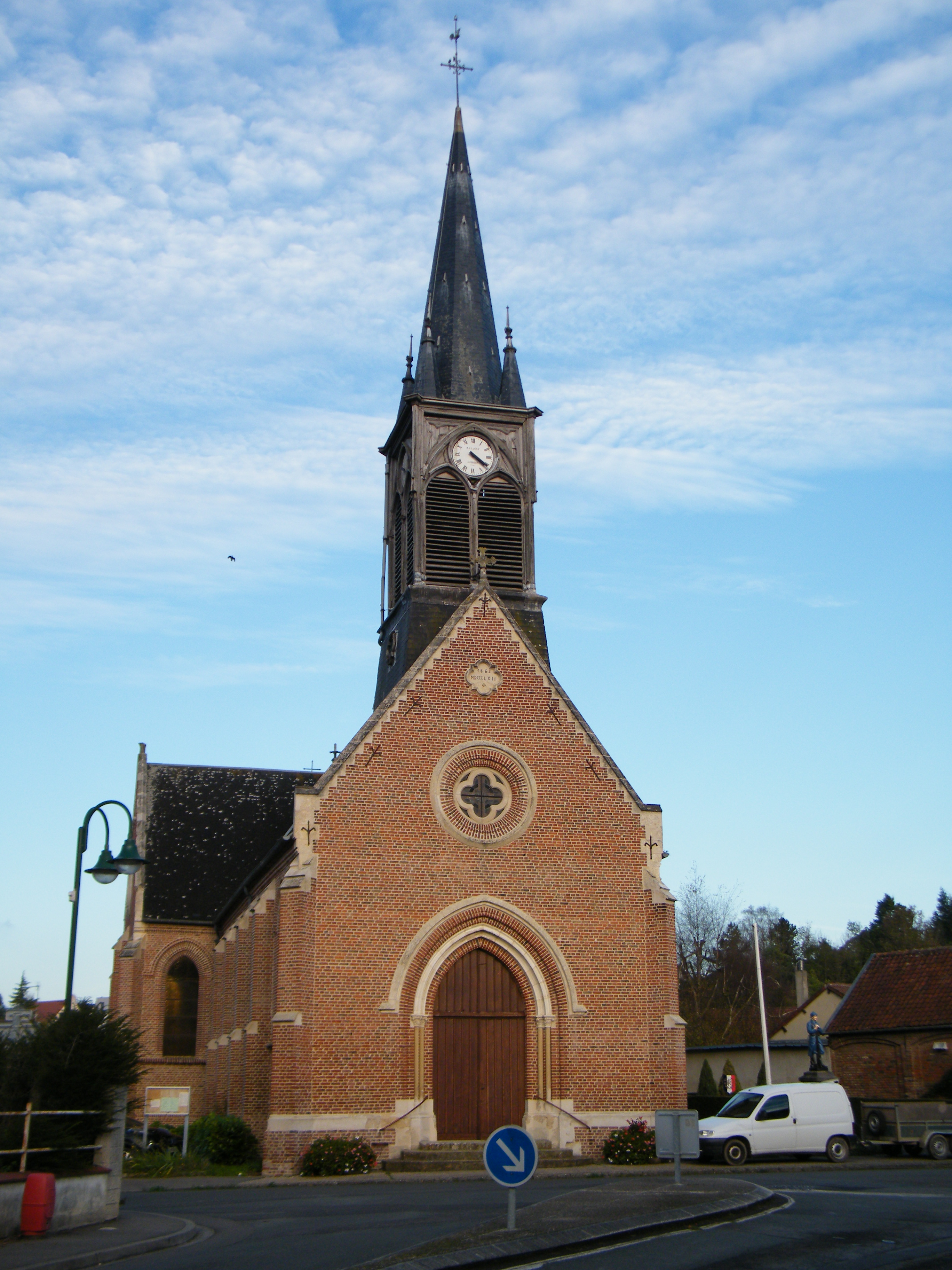
Église Saint-Martin.
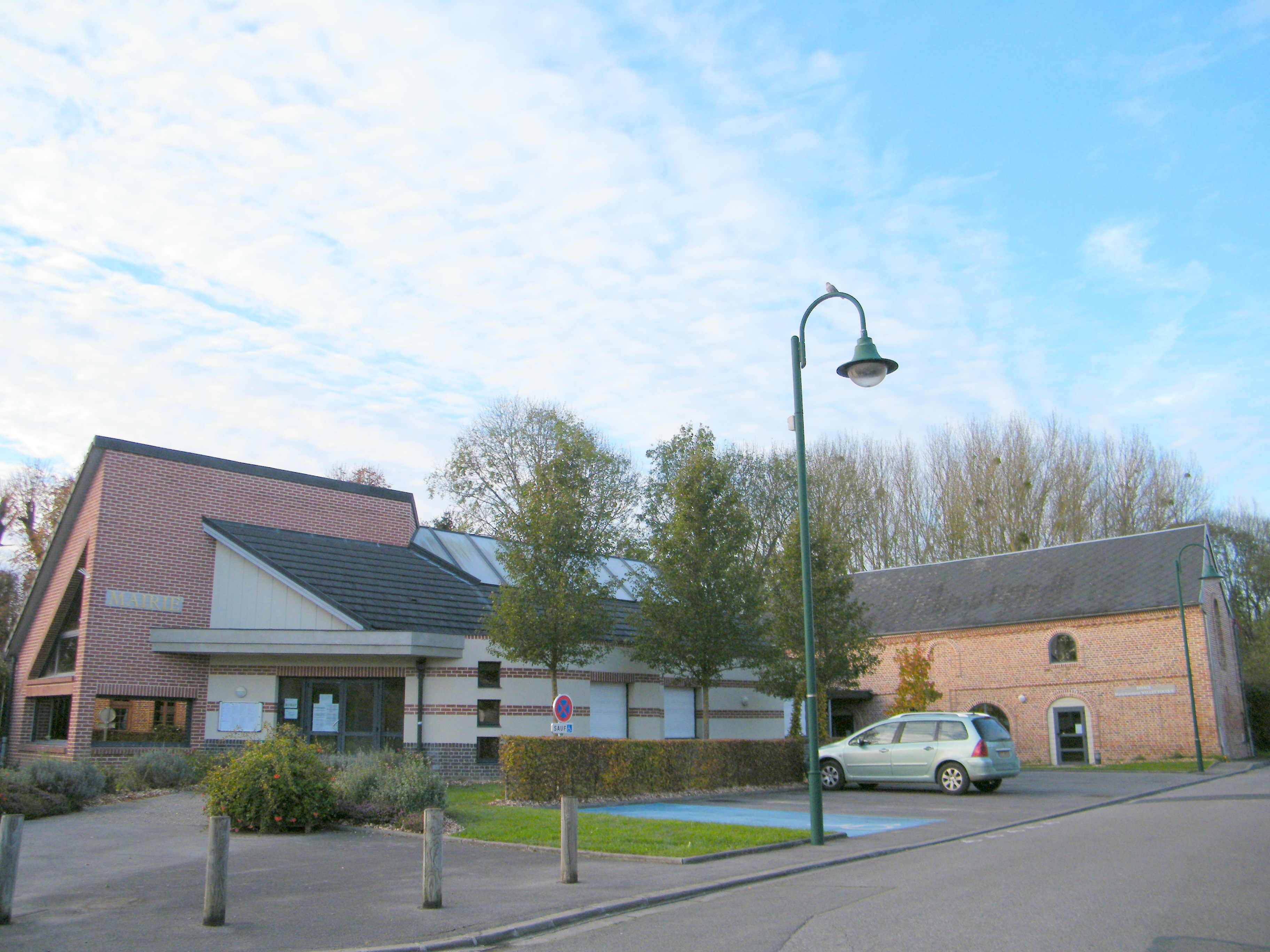
Mairie, salle communale.
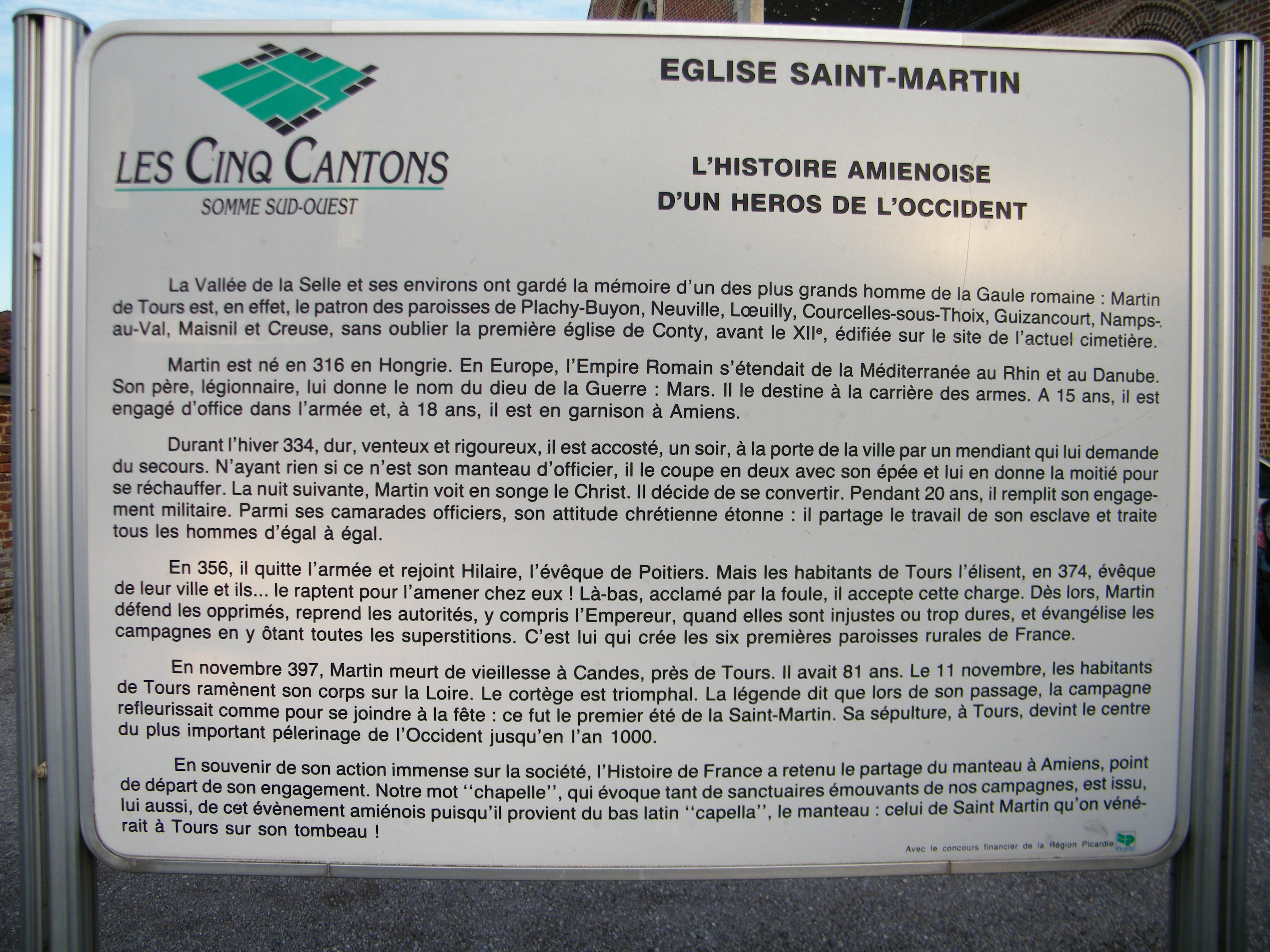
Panneau d'informations : saint Martin.
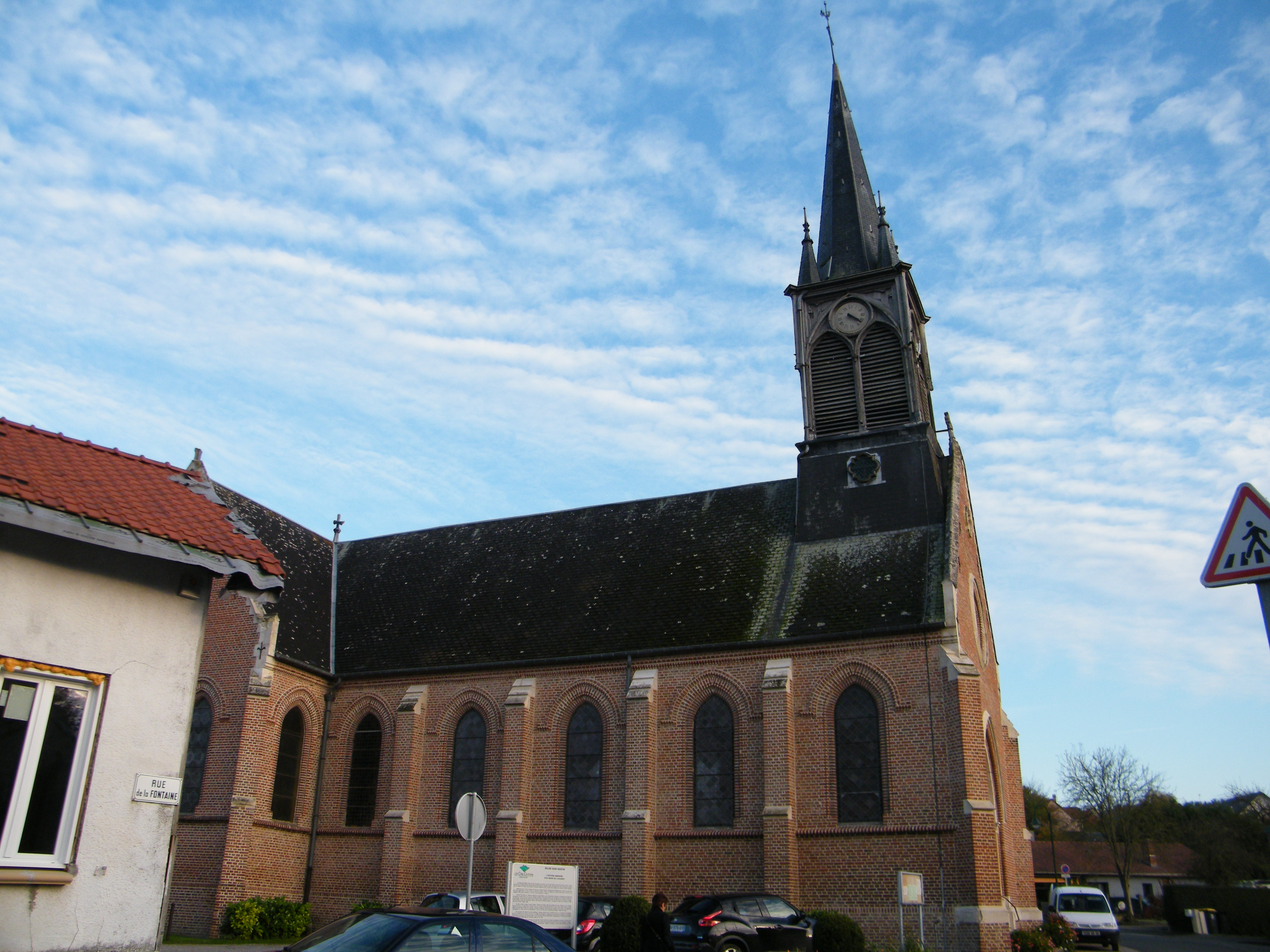
Autre vue de l'église.

### Héraldique
| Blason de Plachy-Buyon | Blason  | D'or à cinq peupliers de sinople, rangés en fasce, ceux des flancs et celui du milieu plus grands que les deux autres, posés sur une rivière ondée d'azur, mouvant de la pointe chargée de trois poissons d'argent; au comble du champ* chargé de trois cœurs de gueules. Ornements extérieursCouronne murale : trois tours Soutiens : deux branches de laurier Décorations : Croix de guerre 1939-1945. |
| Blason de Plachy-Buyon | Détails | Les peupliers évoquent les arbres qui bordent la Selle, elle-même représentée par la rivière ondée et les poissons d'argent. Les trois cœurs de gueules évoquent l'engagement de la commune dans le domaine des collectes de sang. * Il y a là non-respect de la règle de contrariété des couleurs : ces armes sont fautives (Comble d'or sur champ d'or). Adopté en 1979. Auteur(s)A. Wallet            |

### Personnalité liée à la commune
- Laurent Roger, ancien footballeur professionnel du SC Abbeville, est né en 1964 à Plachy-Buyon.

## Pour approfondir